# Terramare
Terramare, terramara ou terremare é um complexo tecnológico principalmente do vale central do Pó, em Emilia, norte da Itália, que data da Idade do Bronze Médio e Final c. 1700-1150 a.C. Leva o nome do resíduo de "terra negra" dos montes de assentamento. Terramare é de terra marna, "terra-marga", onde a marga é um depósito lacustre. Pode ser de qualquer cor, mas em terras agrícolas é mais tipicamente preto, dando origem à identificação de "terra negra. A população dos sítios de terramare é chamada de terramaricoli. Os locais foram escavados exaustivamente em 1860-1910.
Acreditava-se comumente que esses locais antes da segunda metade do século XIX eram usados para ritos sepulcrais gauleses e romanos. Eles eram chamados de terramare e marnier pelos fazendeiros da região, que extraíam o solo para adubar. O estudo científico começou com Bartolomeo Gastaldi em 1860. Ele estava investigando turfeiras e antigos locais de lagos no norte da Itália, mas fez algumas investigações do marnier, reconhecendo-os finalmente como locais de habitação, não funerários, semelhantes às palafitas mais ao norte.
Seus estudos atraíram a atenção de Pellegrino Strobel e seu assistente de dezoito anos, Luigi Pigorini. Em 1862 eles escreveram uma peça sobre o Castione di Marchesi em Parma, um sítio Terramare. Eles foram os primeiros a perceber que os assentamentos eram pré-históricos. Partindo da teoria de Gaetano Chierici de que as habitações de pilha mais ao norte representavam uma população romana ancestral, Pigorini desenvolveu uma teoria do assentamento indo-europeu da Itália a partir do norte.